# Ommatius angustatus
Ommatius angustatus är en tvåvingeart som beskrevs av Scarbrough 2002. Ommatius angustatus ingår i släktet Ommatius och familjen rovflugor. Inga underarter finns listade i Catalogue of Life.